# Homoquiralidade
Homoquiralidade é uma uniformidade de quiralidade, ou destreza.  Objetos são quirais quando não podem ser superpostos em suas imagens espelhadas. Por exemplo, as mãos esquerda e direita de um humano são aproximadamente imagens espelhadas uma da outra, mas não são suas próprias imagens espelhadas, então são quirais.  Em biologia, 19 dos 20 aminoácidos naturais são homoquirais, sendo L-quiral (canhotos), enquanto açúcares são D-quiral (destros).  Homoquiralidade pode também referir-se a substâncias enantiopuras em que todos os constituintes são os mesmos enantiômeros (uma versão destra ou canhota de um átomo ou molécula), mas algumas fontes desencorajam esse uso do termo.
Não está claro se a homoquiralidade tem um propósito; no entanto, parece ser uma forma de armazenamento de informações.  Uma sugestão é que isso reduz as barreiras de entropia na formação de grandes moléculas organizadas.  Foi verificado experimentalmente que os aminoácidos formam grandes agregados em maior abundância a partir de amostras enantiopuras do aminoácido do que de amostras racêmicas (misturadas enantiomericamente).
Não está claro se a homoquiralidade surgiu antes ou depois da vida, e muitos mecanismos para sua origem foram propostos.  Alguns desses modelos propõem três etapas distintas: quebra de simetria especular cria um pequeno desequilíbrio enantiomérico, amplificação quiral baseia-se neste desequilíbrio e transmissão quiral é a transferência de quiralidade de um conjunto de moléculas para outro.

## Em biologia
Os aminoácidos são os blocos de construção de peptídeos e enzimas enquanto as cadeias de açúcar-peptídeo são a espinha dorsal de RNA e DNA.  Nos organismos biológicos, os aminoácidos aparecem quase exclusivamente na forma canhota (L-aminoácidos) e açúcares na forma destra (R-açúcares).  Como as enzimas catalisam reações, elas reforçam a homoquiralidade em uma grande variedade de outros produtos químicos, incluindo hormônios, toxinas, fragrâncias e sabores de alimentos.:493–494 Glicina é aquiral, assim como alguns outros aminoácidos não-proteinogênico que são aquirais (tal como dimetilglicina) ou da forma enantiomérica D.
Organismos biológicos discriminam facilmente entre moléculas com diferentes quiralidades. Isso pode afetar reações fisiológicas como olfato e paladar.  Carvona, um terpenóide encontrado nos óleos essenciais, tem cheiro de menta na forma L e alcaravia na forma R.:494 Limoneno tem gosto de cítrico para destros e de pinho para canhotos.:168
A homoquiralidade também afeta a resposta aos medicamentos.  Talidomida, na sua forma canhota, cura enjoos matinais; na sua forma destra, causa defeitos de nascença.:168  Infelizmente, mesmo que uma versão puramente canhota seja administrada, parte dela pode se converter para a forma destra no paciente.  Muitos medicamentos estão disponíveis como uma mistura racêmica (quantidades iguais de ambas as quiralidades) e uma medicamento enantiopuro (apenas uma quiralidade).  Dependendo do processo de fabricação, as formas enantiopuras podem ser mais caras de produzir do que as misturas estereoquímicas.:168
As preferências quirais também podem ser encontradas em um nível macroscópico. As conchas de caracóis podem ser hélices que viram para a direita ou para a esquerda, mas uma forma ou outra é fortemente preferida em uma determinada espécie. No caracol comestível Helix pomatia, somente um de 20 mil indivíduos é helicoidal à esquerda.:61–62  O enrolamento das plantas pode ter uma quiralidade preferida e até mesmo o movimento de mastigação das vacas tem um excesso de 10% em uma direção.

## Origens

### Quebra de simetria
As teorias para a origem da homoquiralidade nas moléculas da vida podem ser classificadas como determinísticas ou baseadas no acaso, dependendo do mecanismo proposto.  Se existe uma relação entre causa e efeito — isto é, um campo quiral específico ou influência que causa a quebra da simetria especular — a teoria é classificada como determinística; caso contrário, é classificada como uma teoria baseada em mecanismos ao acaso (no sentido de aleatoriedade).
Outra classificação para as diferentes teorias da origem da homoquiralidade biológica poderia ser feita dependendo se a vida surgiu antes da etapa de enantiodiscriminação (teorias bióticas) ou depois (teorias abióticas).  As teorias bióticas afirmam que a homoquiralidade é simplesmente um resultado do processo natural de autoamplificação da vida—ou que a formação da vida preferindo uma quiralidade ou outra foi um evento raro e casual que aconteceu com as quiralidades que observamos, ou que todas as quiralidades da vida surgiram rapidamente, mas devido a eventos catastróficos e forte competição, as outras preferências quirais não observadas foram eliminadas pela preponderância e enriquecimento metabólico e enantiomérico das escolhas de quiralidade 'vencedoras'.  Se esse fosse o caso, restos do extinto sinal de quiralidade deveriam ser encontrados. Como esse não é o caso, hoje em dia as teorias bióticas não são mais apoiadas.
O surgimento do consenso de quiralidade como um processo natural de autoamplificação também foi associado à 2a lei da termodinâmica.

#### Teorias determinísticas
Teorias determinísticas podem ser divididas em dois subgrupos: se a influência quiral inicial ocorreu em um espaço ou local de tempo específico (com média de zero em áreas de observação ou períodos de tempo suficientemente grandes), a teoria é classificada como determinística local; se a influência quiral for permanente no momento em que a seleção quiral ocorreu, então ela é classificada como determinística universal.  Os grupos de classificação para teorias deterministas locais e teorias baseadas em mecanismos de acaso podem se sobrepor.  Mesmo se uma influência quiral externa produzisse o desequilíbrio quiral inicial de forma determinística, o sinal do resultado poderia ser aleatório, já que a influência quiral externa tem sua contraparte enantiomérica em outro lugar.
Em teorias determinísticas, o desequilíbrio enantiomérico é criado devido a um campo ou influência quiral externa, e o sinal final impresso em biomoléculas será devido a ele.  Mecanismos determinísticos para a produção de misturas não racêmicas a partir de materiais iniciais racêmicos incluem: leis físicas assimétricas, como a força eletrofraca (via raios cósmicos) ou ambientes assimétricos, como os causados por luz polarizada circularmente, cristais de quartzo ou a rotação da Terra, β-Radiólise ou efeito magnetoquiral.  A teoria determinística universal mais aceita é a interação eletrofraca. Uma vez estabelecida, a quiralidade seria selecionada por ela.
Uma suposição é que a descoberta de um desequilíbrio enantiomérico em moléculas no meteorito Murchison apoia uma origem extraterrestre da homoquiralidade: há evidências da existência de luz polarizada circularmente originando-se da dispersão de Mie em partículas de poeira interestelar alinhadas que podem desencadear a formação de uma excesso enantiomérico dentro do material quiral no espaço.:123–124  Campos magnéticos interestelares e quase estelares podem alinhar partículas de poeira dessa maneira.  Outra especulação (a hipótese Vester-Ulbricht) sugere que a quiralidade fundamental dos processos físicos, como o decaimento beta (ver Violação de paridade) leva a meias-vidas ligeiramente diferentes de moléculas biologicamente relevantes.

#### Teorias do acaso
As teorias do acaso baseiam-se na suposição de que "Síntese assimétrica absoluta, i.e., a formação de produtos enantiomericamente enriquecidos a partir de precursores aquirais sem a intervenção de reagentes químicos quirais ou catalisadores é, na prática, inevitável apenas por motivos estatísticos".
Considere o estado racêmico como uma propriedade macroscópica descrita por uma distribuição binomial; o experimento de lançar uma moeda, onde os dois resultados possíveis são os dois enantiômeros, é uma boa analogia.  A distribuição de probabilidade discreta {\displaystyle P_{p}(n,N)} de obter n sucessos de {\displaystyle N} Bernoulli trials, onde o resultado de cada ensaio de Bernoulli ocorre com probabilidade {\displaystyle p} e o oposto ocorre com a probabilidade {\displaystyle q=(1-p)} é dado por:
{\displaystyle P_{p}(n,N)={\binom {N}{n}}p^{n}(1-p)^{N-n}} .
A distribuição de probabilidade discreta {\displaystyle P(N/2,N)} de ter exatamente {\displaystyle N/2} moléculas de uma quiralidade e  {\displaystyle N/2} da outra, é dado por:
{\displaystyle P_{1/2}(N/2,N)={\binom {N}{N/2}}\left({\frac {1}{2}}\right)^{N/2}\left({\frac {1}{2}}\right)^{N/2}\approx {\sqrt {\frac {2}{\pi N}}}} .
Como no experimento de lançar uma moeda, neste caso, assumimos ambos os eventos ({\displaystyle L} ou {\displaystyle D}) ser equiprovável, {\displaystyle p=q=1/2}.  A probabilidade de ter exatamente a mesma quantidade de ambos os enantiômeros é inversamente proporcional à raiz quadrada do número total de moléculas {\displaystyle N}.  Para um mol de um composto racêmico, {\displaystyle N=N_{A}\approx 6.022\cdot 10^{23}} moléculas, essa probabilidade se torna {\displaystyle P_{1/2}(N_{A}/2,N_{A})\approx 10^{-12}}.  A probabilidade de encontrar o estado racêmico é tão pequena que podemos considerá-la desprezível.
Neste cenário, há necessidade de amplificar o excesso enantiomérico estocástico inicial através de qualquer mecanismo eficiente de amplificação.  O caminho mais provável para esta etapa de amplificação é por autocatálise assimétrica.  Uma reação química autocatalítica é aquela em que o produto da reação é ele próprio reativo, ou seja, uma reação química é autocatalítica se o produto da reação é ele próprio o catalisador da reação.  Na autocatálise assimétrica, o catalisador é uma molécula quiral, o que significa que uma molécula quiral está catalisando sua própria produção.  Um excesso enantiomérico inicial, como o que pode ser produzido pela luz polarizada, permite que o enantiômero mais abundante supere o outro.

### Amplificação

#### Teoria

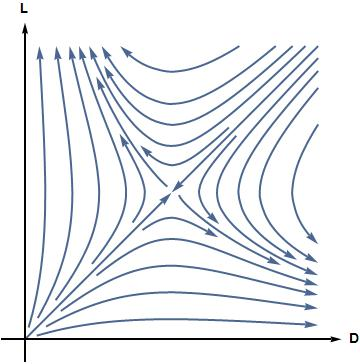
Retrato de fase do nodelo de Frank: começando de quase todos os lugares no plano L-D (exceto a linha L = D), o sistema se aproxima de um dos estados homoquirais (L=0 ou D=0).

Em 1953, Charles Frank propôs um modelo para demonstrar que a homoquiralidade é uma consequência de autocatálise.  Em seu modelo os enantiômeros L e D de uma molécula quiral são produzidos autocataliticamente a partir de uma molécula aquiral A
{\displaystyle {\begin{aligned}A+L\xrightarrow {k_{a}} 2L,\\A+D\xrightarrow {k_{a}} 2D,\end{aligned}}}
enquanto se suprimiam mutuamente através de uma reação que ele chamou de antagonismo mútuo
{\displaystyle {\begin{aligned}L+D\xrightarrow {k_{d}} \varnothing .\\\end{aligned}}}
Neste modelo, o estado racêmico é instável no sentido de que o menor excesso enantiomérico será amplificado para um estado completamente homoquiral.  Isso pode ser demonstrado calculando as taxas de reação a partir da lei de ação das massas:
{\displaystyle {\begin{aligned}{\frac {d[{\ce {L}}]}{dt}}&=k_{a}[{\ce {A}}][{\ce {L}}]-k_{d}{\ce {[L][D]}}\\{\frac {d[{\ce {D}}]}{dt}}&=k_{a}[{\ce {A}}][{\ce {D}}]-k_{d}{\ce {[L][D]}},\end{aligned}}}
onde {\displaystyle k_{a}} é a constante de velocidade para as reações autocatalíticas, {\displaystyle k_{d}} é a constante de velocidade para a reação de antagonismo mútuo e a concentração de A é mantida constante para simplificar.
As soluções analíticas para são encontradas como {\displaystyle [L]/[D]=[L]_{0}/[D]_{0}\,e^{kd([L]_{0}-[D]_{0})(e^{k_{a}t}-1)}} .  A razão {\displaystyle [L]/[D]} aumenta a uma taxa mais que exponencial se {\displaystyle ([L]_{0}-[D]_{0})} é positiva (e vice versa).  Cada condição inicial é diferente
{\displaystyle [L]_{0}=[D]_{0}} leva a uma das assíntotas {\displaystyle [L]=0} ou {\displaystyle [D]=0}.  Assim a igualdade de {\displaystyle [L]_{0}} e {\displaystyle [D]_{0}} e assim por diante {\displaystyle [L]} e {\displaystyle [D]} representa uma condição de equilíbrio instável, sendo este resultado dependente da presença do termo que representa antagonismo mútuo.
Ao definir o excesso enantiomérico {\displaystyle ee} como
{\displaystyle ee={\frac {[{\ce {D}}]-[{\ce {L}}]}{[{\ce {D}}]+[{\ce {L}}]}},}
a taxa de variação do excesso enantiomérico pode ser calculada usando regra da cadeia da taxa de variação das concentrações dos enantiômeros L e D.
{\displaystyle {\frac {d(ee)}{dt}}=\left({\frac {2k_{d}{\ce {[L][D]}}}{[{\ce {D}}]+[{\ce {L}}]}}\right)ee.}
A análise de estabilidade linear desta equação mostra que o estado racêmico {\displaystyle ee=0} é instável. Começando em quase todos os lugares no espaço de concentração, o sistema evolui para um estado homoquiral.
É geralmente entendido que a autocatálise sozinha não produz homoquiralidade, e a presença da relação mutuamente antagônica entre os dois enantiômeros é necessária para a instabilidade da mistura racêmica. No entanto, estudos recentes mostram que a homoquiralidade pode ser alcançada a partir da autocatálise na ausência da relação mutuamente antagônica, mas o mecanismo subjacente para quebra de simetria é diferente.

#### Experimentos
Existem vários experimentos de laboratório que demonstram como uma pequena quantidade de um enantiômero no início de uma reação pode levar a um grande excesso de um único enantiômero como produto.  Por exemplo, a reação de Soai é autocatalítica.  Se a reação for iniciada com algum dos enantiômeros do produto já presente, o produto atua como um catalisador enantiosseletivo para produção de mais do mesmo enantiômero.  A presença inicial de apenas 0,2 equivalente de um enantiômero pode levar até 93% de um excesso enantiomérico do produto.
Outro estudo diz respeito a aminoxilação catalisada por prolina do propionaldeído pelo nitrosobenzeno.  Neste sistema, um pequeno excesso enantiomérico de catalisador leva a um grande excesso enantiomérico de produto.
Clusters de octâmeros de serinas também são concorrentes.  Esses aglomerados de 8 moléculas de serina aparecem na espectrometria de massa com uma preferência homoquiral incomum; no entanto, não há evidências de que tais aglomerados existam em condições não ionizantes e o comportamento da fase de aminoácidos é muito mais relevante do ponto de vista prebiótico.  A observação recente de que sublimação parcial de uma amostra enantioenriquecida a 10% de leucina resulta em um enriquecimento de até 82% no sublimato mostra que enantioenriquecimento de aminoácidos pode ocorrer no espaço.  Processos de sublimação parcial podem ocorrer na superfície de meteoros onde existem grandes variações de temperatura. Esta descoberta pode ter consequências para o desenvolvimento do Mars Organic Detector do ExoMars programado para ser lançado em 2013, que visa recuperar quantidades vestigiais de aminoácidos da superfície de Marte exatamente por uma técnica de sublimação.
Uma alta amplificação assimétrica do excesso enantiomérico de açúcares também está presente na formação assimétrica de carboidratos catalisada por aminoácidos
Um estudo clássico envolve um experimento que ocorre em laboratório.  Quando se permite que clorato de sódio cristalize em água e os cristais coletados examinados em um polarímetro, cada cristal acaba sendo quiral e a forma L ou a forma D.  Em um experimento comum, a quantidade de cristais L coletados é igual à quantidade de cristais D (corrigido para efeitos estatísticos).  Entretanto, quando a solução de clorato de sódio é agitada durante o processo de cristalização, os cristais são exclusivamente L ou exclusivamente D.  Em 32 experimentos consecutivos de cristalização, 14 experimentos produziram cristais D e 18 outros cristais L.  A explicação para essa quebra de simetria não é clara, mas está relacionada à autocatálise que ocorre no processo de nucleação.
Em um experimento relacionado, uma suspensão cristalina de um derivado aminoácido racêmico agitado continuamente, resulta em uma fase cristalina 100% de um dos enantiômeros porque o par enantiomérico é capaz de se equilibrar em solução (comparar com resolução cinética dinâmica).

### Transmissão
Uma vez que um enriquecimento enantiomérico significativo tenha sido produzido em um sistema, a transferência de quiralidade através de todo o sistema é costumeira. Esta última etapa é conhecida como etapa de transmissão quiral.  Muitas estratégias em síntese assimétrica são construídas sobre transmissão quiral.  Especialmente importante é a chamada organocatálise de reações orgânicas por prolina, por exemplo em reações de Mannich.
Alguns modelos propostos para a transmissão da assimetria quiral são a polimerização, epimerização  ou copolimerização.

## Resolução óptica em aminoácidos racêmicos
Não existe nenhuma teoria que elucide as correlações entre L-aminoácidos.  Se tomarmos, por exemplo, alanina, o qual tem um pequeno grupo metil, e fenilalanina, a qual tem um grupo benzil maior, uma pergunta simples é em que aspecto, L-alanina assemelha-se L-fenilalanina mais que D-fenilalanina e que tipo de mecanismo causa a seleção de todos L-aminoácidos, porque pode ser possível que a alanina tenha sido L e fenilalanina era D.
Foi relatado em 2004 que excesso racêmico D,L-asparagina (Asn), o qual forma espontaneamente cristais de qualquer isômero durante a recristalização, induz resolução assimétrica de um aminoácido racêmico coexistente, tal como arginina (Arg), ácido aspártico (Asp), glutamina (Gln), histidina (His), leucina (Leu), metionina (Met), fenilalanina (Phe), serina (Ser), valina (Val), tirosina (Tyr) e triptofano (Trp).  O excesso enantiomérico ee = 100 ×(L-D)/(L+D) desses aminoácidos foi correlacionado quase linearmente com o do indutor, i.e., Asn.  Quando recristalizações de uma mistura de 12 D,L-aminoácidos (Ala, Asp, Arg, Glu, Gln, His, Leu, Met, Ser, Val, Phe, e Tyr) e excessos D,L-Asn foram feitos, todos os aminoácidos com a mesma configuração com Asn foram preferencialmente co-cristalizadas.  Foi incidental se o enriquecimento ocorreu em L- ou D-Asn, no entanto, uma vez feita a seleção, o aminoácido coexistente com a mesma configuração no carbono α foi preferencialmente envolvido devido à estabilidade termodinâmica na formação de cristais.  O ee máximo foi relatado como sendo 100%. Com base nesses resultados, propõe-se que uma mistura de aminoácidos racêmicos causa resolução óptica espontânea e eficaz, mesmo que a síntese assimétrica de um único aminoácido não ocorra sem o auxílio de uma molécula opticamente ativa.
Este é o primeiro estudo que elucida razoavelmente a formação de quiralidade a partir de aminoácidos racêmicos com evidências experimentais.

## História do termo
Este termo foi introduzido por Lorde Kelvin em 1904, ano em que publicou sua Palestra de Baltimore de 1884. Kelvin usou o termo homoquiralidade como uma relação entre duas moléculas, ou seja, duas moléculas são homoquirais se têm a mesma quiralidade.  Recentemente, no entanto, homoquiral tem sido usado no mesmo sentido que enantiomericamente puro. Isso é permitido em alguns periódicos (mas não encorajado),:342 seu significado mudando para a preferência de um processo ou sistema por um único isômero óptico em um par de isômeros nesses periódicos.